# Miloš Peklo
Miloš Peklo (* 25. února 1935) byl český a československý politik a bezpartijní poslanec Sněmovny národů Federálního shromáždění za normalizace.

## Biografie
K roku 1986 se profesně uvádí jako dělník.
Ve volbách roku 1986 zasedl do české části Sněmovny národů (volební obvod č. 37 - Teplice, Severočeský kraj). Ve Federálním shromáždění setrval do konce funkčního období, tedy do voleb roku 1990. Netýkal se ho proces kooptací do Federálního shromáždění po sametové revoluci.